# Schloss Waissak

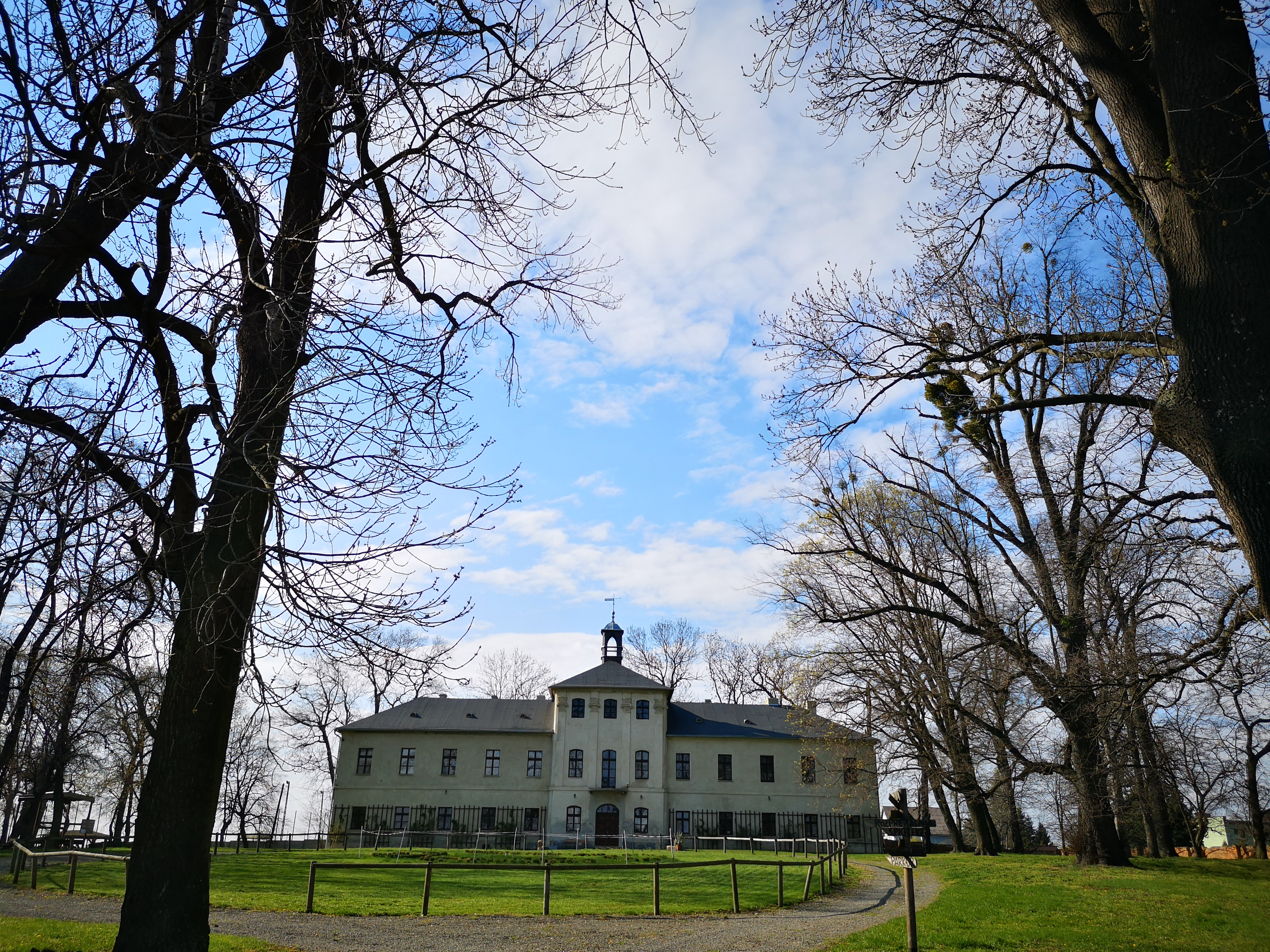
Südfassade (2019)

Das Schloss Waissak (polnisch Pałac w Wysokiej) ist eine Schlossanlage in Wysoka (Waissak) im Powiat Głubczycki (Kreis Leobschütz) in Polen.

## Geschichte

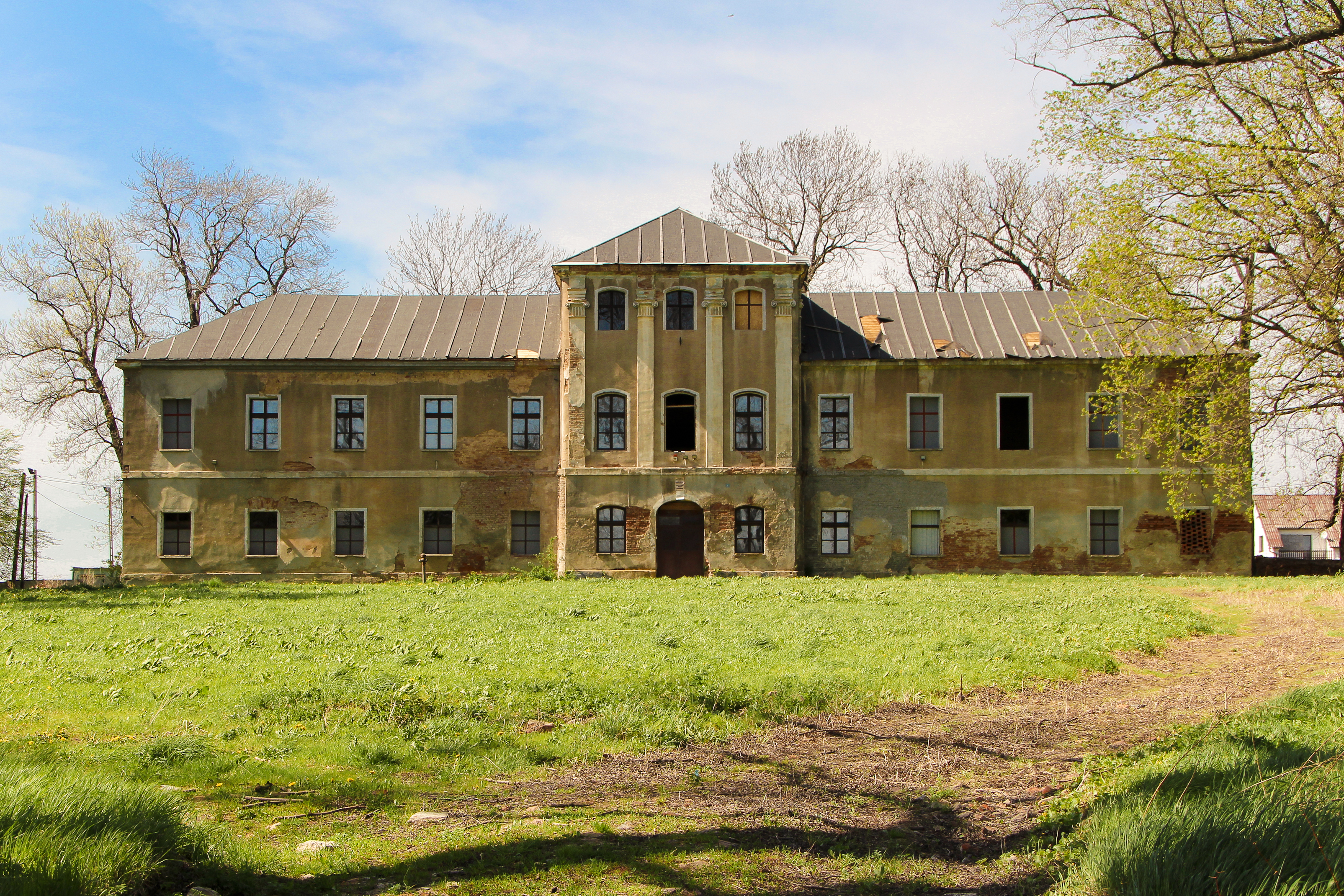
Schloss Waissak vor der Instandsetzung (2012)

Das Schloss entstand in der ersten Hälfte des 18. Jahrhunderts im barocken Stil. Ab 1740 gehörte es der Familie von Skrbensky. Um 1850 wurde es um- und ausgebaut.
Nach dem Übergang an Polen 1945 verfiel das Gebäude. 1961 erfolgten Sanierungsarbeiten und eine Renovierung der Fassade. Ab den 1980er Jahren verfiel das Schloss wiederum. Wegen fehlender Sanierungsarbeiten fiel es teilweise in sich zusammen. Das Gewölbe des Südflügels stürzte ein. Zwischen 2008 und 2014 wurde das Schloss durch einen Privatinvestor wieder aufgebaut und weitestgehend in seinen Zustand von 1850 versetzt. Heute werden die Räumlichkeiten des Schlosses für Hochzeiten und kulturelle Ereignisse genutzt.
Das Schloss steht seit 1966 unter Denkmalschutz.

## Architektur und Ausstattung
Der zweigeschossige Rechteckbau mit Walmdach entstand im Stil des Barocks. In der Mitte besitzt der Bau einen höheren Risalit mit abgerundeten Ecken. Im Inneren besitzt das Schloss Kreuzkappengewölbe und ein Treppenhaus mit Gewölbesegeln und ein reich verziertes Stuckdekor. Die Rokokomalerei im Treppenhaus wurde 1776 von Franz Anton Sebastini geschaffen.